# Кринично-Лузьке сільське поселення
Крини́чно-Лу́зьке сільське́ посе́лення — муніципальне утворення в складі Куйбишевського району Ростовської області Росії. Адміністративний центр — хутір Кринично-Лузький. Загальна площа поселення становить 362,02 км².
За даними перепису населення 2010 року на території сільського поселення проживало 3945 осіб. Частка чоловіків у населенні складала 48% або 1895 осіб, жінок — 52% або 2050 осіб.
Економічний сектор сільського поселення представлений сільським господарством, що спеціалізується на виготовленні продукції рослинництва, переважно зернових і зернобобових культур, соняшника.

## Склад
Населені пункти, що входять до складу сільського поселення:
| №  | Назва               | Тип   | Населення (2010), ос. |
| -- | ------------------- | ----- | --------------------- |
| 1  | Кринично-Лузький    | хутір | 601                   |
| 2  | Власово-Буртовка    | хутір | 45                    |
| 3  | Денисово-Алексєєвка | село  | 59                    |
| 4  | Денисово-Ніколаєвка | хутір | 65                    |
| 5  | Зайцево             | хутір | 234                   |
| 6  | Камєнно-Тузловка    | село  | 122                   |
| 7  | Карташево           | хутір | 232                   |
| 8  | Крутий Яр           | хутір | 1                     |
| 9  | Кумшатське          | село  | 73                    |
| 10 | Міллерово           | село  | 1008                  |
| 11 | Нова Надежда        | хутір | 1125                  |
| 12 | Обійко              | хутір | 34                    |
| 13 | Русько-Лютіно       | хутір | 184                   |
| 14 | Ясиновський         | хутір | 162                   |